# Костас Несторідіс
Костас Несторідіс (грец. Κώστας Νεστορίδης, 15 березня 1930, Драма — 12 грудня 2023, Афіни) — грецький футболіст, що грав на позиції нападника.
Виступав, зокрема, за клуби «Паніоніос» та АЕК, а також національну збірну Греції.
Чемпіон Греції. Володар Кубка Греції.

## Клубна кар'єра
У дорослому футболі дебютував 1947 року виступами за команду «Паніоніос», у якій провів вісім сезонів. 
Своєю грою за цю команду привернув увагу представників тренерського штабу клубу АЕК, до складу якого приєднався 1955 року. Відіграв за афінський клуб наступні десять сезонів своєї ігрової кар'єри. За цей час виборов титул чемпіона Греції, ставав володарем Кубка Греції.
Завершив ігрову кар'єру у команді «Славія» (Мельбурн), за яку виступав протягом 1965—1967 років.

## Виступи за збірну
У 1951 році дебютував в офіційних матчах у складі національної збірної Греції.
Загалом протягом кар'єри в національній команді, яка тривала 12 років, провів у її формі 15 матчів, забивши 3 голи.
Помер 12 грудня 2023 року на 94-му році життя у місті Афіни.

## Титули і досягнення

### Командні
- Чемпіон Греції (1):

АЕК: 1962-63
- Володар Кубка Греції (1):

АЕК: 1963-1964

### Особисті
- Найкращий бомбардир чемпіонату Греції: 1958-59 (21), 1959-60 (33), 1960-61 (27), 1961-62 (29), 1962-63 (23)